# Denisia subaquilea
Denisia subaquilea is een vlinder uit de familie sikkelmotten (Oecophoridae). De wetenschappelijke naam is voor het eerst geldig gepubliceerd in 1849 door Stainton.
De soort komt voor in Europa.